# Alphonse Arend
Alphonse Pierre Arend (Niederwiltz, 8 juni 1907 – Luxemburg-Stad, 7 december 1987) was een Luxemburgs auteur en literatuurcriticus.

## Leven en werk
Arend was een zoon van slager Jean-Pierre Arend en Barbe Eilenbecker. Hij werd opgeleid aan het Athénée grand-ducal in Luxemburg-Stad en de École normale supérieure in Parijs. Hij werd docent Frans aan het Athénée de Luxembourg (1932-1934), de Industrie- en Handelsschool in Esch-sur-Alzette (1934-1940), het Lycée de garçons de Luxembourg (vanaf 1944) en het Cours supérieurs (1945-1966).  Hij trouwde in 1936 met Jeanne Marguerite Welter, uit dit huwelijk werd de kunstenares Renée Arend geboren. 
Arend bevorderde de Franse taal en literatuur in Luxemburg. Als literatuurcriticus publiceerde hij onder meer in de d'Hémecht, de Obermosel-Zeitung, Luxemburger Wort en La Dryade. Hij was in 1945 oprichter van Amitiés françaises en tot 1951 voorzitter van de vereniging. Van 1976 tot aan zijn overlijden was hij voorzitter van de Société des écrivains luxembourgeois de langue française, een vereniging voor Luxemburgse schrijvers die in het Frans schrijven. In 1957 werd Arend benoemd tot attaché bij het Ministerie van Onderwijs. In 1975 werd hij lid van de sectie kunst en letteren van het Institut grand-ducal. In 1977 werd hij benoemd tot commandeur in de Orde van Verdienste van het Groothertogdom Luxemburg.
Alphonse Arend overleed op 80-jarige leeftijd.

## Enkele publicaties
- 1945: La Poudre aux yeux. Contes et récits.
- 1952: Défense et illustration de l'écrivain luxembourgeois de langue française.
- 1954: Alain-Fournier et la naissance du "Grand Meaulnes". Edition M. Didier Bruxelles
- 1956: Reflets 1956.
- 1963: Luxembourg, mille ans d'imprégnation française.
- 1966: Reflets II, Éditions Saint Paul.